# Rózsafoltos szövő
A rózsafoltos szövő (Thyatira batis) a rovarok (Insecta) osztályába, a lepkék (Lepidoptera) rendjébe, ezen belül a sarlósszárnyúfélék (Drepanoidea) családjába tartozó faj.
Először Linné írta le a Systema Naturae 1758. évi 10. kiadásában.

## Előfordulása
Egész Európa, Ázsián át Japánig, a 64. szélességi körig fordul elő.
Magyarországon elterjedt és gyakori.

## Élőhelye
Vegyes- és lombhullató erdőkben és ezek tisztásain, az erdők szélein, cserjésekben, de kertekben, parkokban is megtalálható, ahol szeder, vagy málna nő.
Hegyoldalakon 1500 méterig él.

## Megjelenése

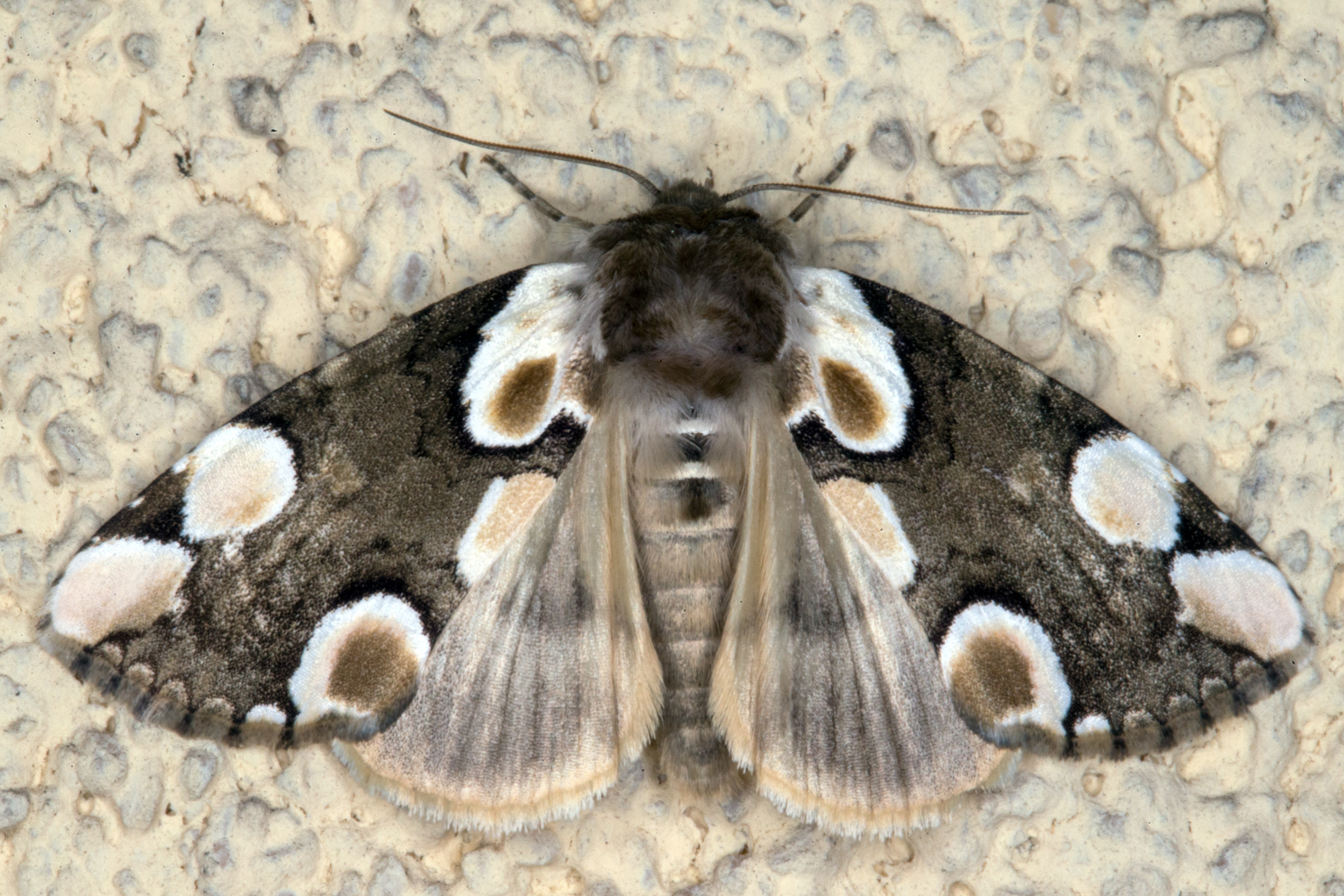

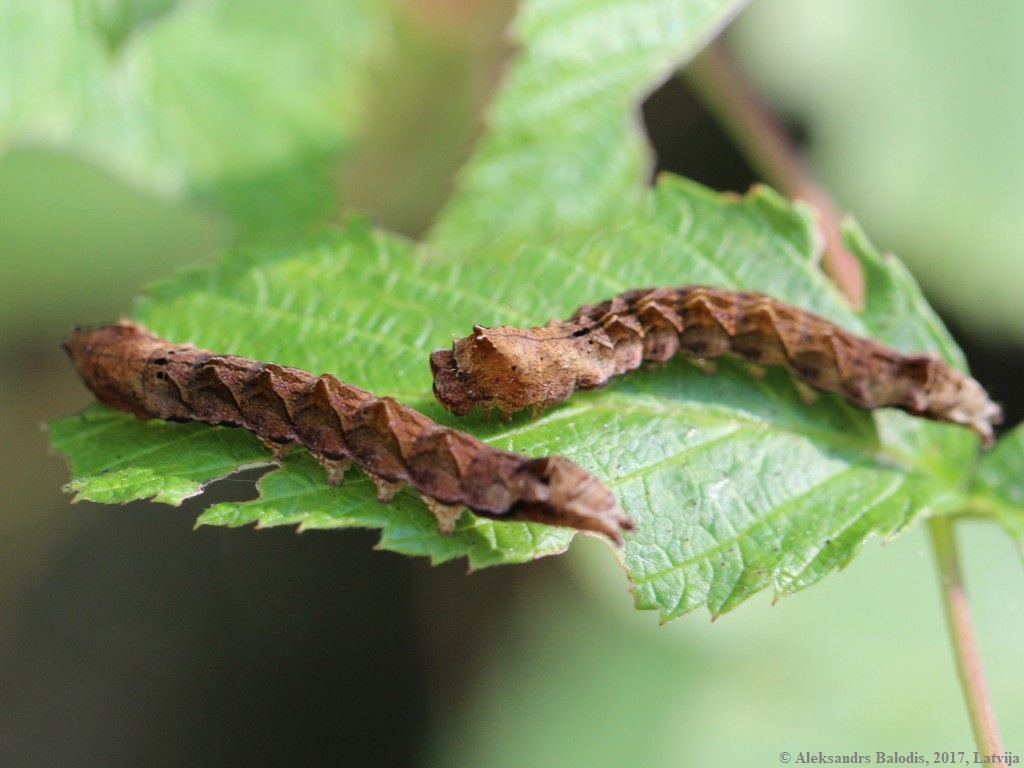

Hasonlít a bagolylepkékre, de néhány eltérő jegye, például eltérő szárnyerezete, vagy hallószerveinek elhelyezkedése miatt a tudósok inkább a pihésszövők közé sorolták. Ezen család egyik legszebb képviselője a fehérsávos pihésszövő mellett.
Szárnyfesztávolsága 3,2–3,8 cm.
Elülső szárnyának hossza 1,5–1,9 cm, színe csokoládébarna, márványozott, rajta 5–5 nagy, fehérrel keretezett rózsaszínes folt, benne világosbarna elszíneződésekkel (nevét is ezekről a foltokról kapta). Hátsó szárnya barnásszürke, fényes, középtájon sötét, hullámos sávval. Szárnyainak hátsó szegélye finoman rojtos. Pihenés közben szárnyait sátorszerűen a testére zárja, ilyenkor nem láthatóak a hátsó szárnyak és a test, valamint testének körvonalai is teljesen beleolvadnak a környezetébe. Feje bozontosan szőrös.
Hernyója különleges kinézetű, hátán, a feje mögötti második szelvényen nagy dudor található, a mögötte lévő 5-10 szelvényen pedig háromszög alakú kiemelkedések, melyeken fekete rajzolat látható, akárcsak a két oldalán. Két tüskeszerű kinövésben végződő anális végét nyugalmi helyzetben felemelve tartja.

## Életmódja
Napközben általában tápnövényei (szeder és málna) levelein pihen, csak ha megzavarják repül el.
Naplemente után indul táplálkozni (virágok nektárját keresi), ekkor látható leggyakrabban. A lámpák körül is megfigyelhetőek, a fény és a cukros ételek is vonzzák.
Szaporodás után a nőstény, halványzöld, ráncos petéit éjjel helyezi el kis csoportokban a tápnövénye levelein.  A hernyók kikelés után a növényi hajtásokon táplálkoznak. Ahogy nőnek úgy változtatják színüket sárgáról, zöldre, barnára, majd sötétszürkére. Az összenőtt levelek közé beszőve magukat bábozódnak be. Az őszi báb a földön hibernálódva áttelel.
Bár nem védett faj de elterjedési területein is csak egyesével látható, sehol sem tömegesen.

## Alfajai
- Thyatira batis batis (Oroszország, Mongólia, Japán, Törökország, Irán, Kaukázus, Algéria, Európa, Kína: Hejlungcsiang, Csilin, Peking, Belső-Mongólia Autonóm Terület, Hopej, Senhszi, Kanszu, Hszincsiang-Ujgur Autonóm Terület)
- Thyatira batis formosicola (Matsumura, 1933) (Tajvan)
- Thyatira batis pallida (Rothschild, 1920) (Szumátra)
- Thyatira batis rubrescens (Werny, 1966) (India, Nepál, Vietnám, Kína: Honan, Senhszi, Anhuj, Csöcsiang, Hupej, Csianghszi, Hunan, Fucsien, Kuangtung, Kuanghszi-Csuang Autonóm Terület, Hajnan, Szecsuan, Kujcsou, Jünnan, Tibet)[32]